# JePublie
 (octobre 2024).
Si vous disposez d'ouvrages ou d'articles de référence ou si vous connaissez des sites web de qualité traitant du thème abordé ici, merci de compléter l'article en donnant les références utiles à sa vérifiabilité et en les liant à la section « Notes et références ».
JePublie est une société de services en auto-édition créée en 2003 sous l’égide de Maud Bioret. Cette société propose aux écrivains des services de correction, de mise en page et d’impression. Ces services sont prolongés par la fabrication d’eBooks et leur distribution numérique sur le site Web numilog.com, la principale librairie française de livres numériques.
Avec plus de 200 nouveaux titres par an[réf. nécessaire], JePublie fait figure de référence dans le paysage français de l’auto-édition[passage promotionnel]. Les auteurs peuvent publier leur titre sous la marque de leur choix et sans aucune restriction thématique.
Aujourd’hui[Quand ?], le catalogue de JePublie compte plus de 1 500 titres[réf. nécessaire].

## Publications
Si la majorité des publications de JePublie sont des autobiographies et des romans, de nombreux auteurs et des organismes de référence font appel aux services de JePublie sur des thématiques très diversifiées. Entre autres :
- depuis 2009, la Commission économique des Nations unies pour l’Afrique pour son rapport annuel : rapport 2010, rapport 2009 ;
- Christian Testé pour Demi-brigade de fusiliers marins, 3e bataillon : histoires vécues de 1956 à 1962, tiré à plus de 700 exemplaires ;
- Bernard Vidal, professeur émérite à l’Université de la Réunion pour Le conflit science-société et La science, un bricolage qui a réussi, sous la marque Technedit ;
- Emmanuel Toniutti pour L’Urgence éthique, une autre vision pour le monde des affaires en version française, anglaise et italienne ;
- depuis 2008, l’association littéraire guyanaise Mayouri Kozé Tracé pour des ouvrages autour de la culture guyanaise (romans, documents, livres jeunesse) : Lélékou, Kawka, Nika, Fanm saj, Baduel, Les nuits de l’anoli, etc.